# طلال البرازي
طلال البرزي (1963 -) رجل أعمال سوري، يشغل منصب وزير التجارة الداخلية وحماية المستهلك منذ 11 مايو 2020.

## نُبذة
مواليد مدينة حماة السورية، حاصل على بكالوريوس اقتصاد ودبلوم إدارة أعمال من جامعة دمشق، شغل منصب محافظ مدينة حمص منذ 2013 حتى 2020، كان رئيس مجلس الإدارة في دمشق الدولية للإنتاج الفني، وهو عضو في غرفة تجارة دمشق وعضو في غرفة صناعة دمشق وريفها في قطاع الإنتاج السينمائي والتلفزيوني، وهو مؤسس شركة طلال البرازي الدولية.